# 노바라역
노바라역(이탈리아어: Stazione di Novara)은 이탈리아 북서부 피에몬테주의 노바라 시와 코무네를 연결하는 주요 역이다. 1854년에 개통한 이 노선은 토리노-밀라노 철도의 일부를 형성하고 각각 아로나, 알레산드리아, 비엘라, 바랄로, 도모도솔라 및 루이노로 가는 노선의 출발점이다.
역은 현재 레테 페로비아리아 이탈리아나(RFI)에서 관리하고 있다. 그러나 여객 건물의 상업 지역은 첸토스타치오니에서 관리한다. 각 회사는 이탈리아 국영 철도 회사인 페로비에 델로 스타토(FS)의 자회사이다.
레인 서비스는 트렌이탈리아, SNCF 및 트레노르드에서 운영한다.
두 번째 역인 노바라 북역은 가까운 거리에 있으며, 트레노르드가 소유한 소론노-노바라 철도의 종점 역할을 한다.

## 위치
노바라역은 도심의 북동쪽 가장자리에 있는 가리발디 광장에 위치해 있다.

## 역사
역은 1854년 7월 3일 아로나-알레산드리아 철도의 노바라-모르타라 구간이 개통되면서 문을 열었다.

## 특징
여객 역에는 15개의 선로와 통과 루프가 있으며 그 중 13개(플랫폼 10개와 루프 3개, 북쪽 2개와 남쪽 1개)는 여객 서비스를 위해 번호가 매겨져 있다. 1번 트랙과 처음 세 개의 플랫폼(2-3, 4-4A-5, 6-6A-6B-7)의 트랙은 지하철에서 직접 연결되며 전체 길이는 아니지만, 지붕이 있다. 마지막 3개의 트랙은 트랙 레벨 교차점이 있는 6번 트랙과 7번 트랙의 플랫폼에서 접근할 수 있다. 3번, 4번 트랙은 토리노-밀라노 철도를 운행하는 반면, 다른 트랙은 대부분 다른 종착선의 열차가 사용한다.
화물 야드는 여객 정류장과 뚜렷하게 분리되어 있다. 여객 정류장의 한쪽 끝에서 시작하여 삼각형으로 연결된 두 개의 라인으로 들어오는 노선과 연결되어 있다. 이를 통해 화물 야드는 승객 서비스를 위해 예약된 노선의 구간을 점유하지 않고도 화물 열차를 받을 수 있다. 화물 야적장 끝에는 21세기 초에 지어진 CIM(Centro Intermodale Merci)이 있으며 삼각형의 북쪽 트랙을 따라 새로운 노바라 북역이 있다. 마지막으로, 화물 야드는 FNM 라인을 통해 노바라 북역까지 우회하는 두 개의 트랙으로 TAV(Treno Alta Velocità)와 연결된다.

## 여객
역은 매년 약 940만 명의 승객이 이동하며 승객 이동 측면에서 7번째로 바쁜 첸토스타치오니 역이다. 트렌이탈리아 열차 교체 버스를 포함하여 하루에 약 350대의 열차가 있다.
노바라에 정차하는 열차에는 TGV, 프레치아비앙카, 인터시티 노테 및 지역 열차와 밀라노 교외 철도 서비스의 S6 노선이 있다. 이 열차의 가장 중요한 국내 목적지는 토리노, 밀라노 및 베니스이지만, 승객은 제노바, 비엘라 및 베르첼리와 같은 다른 국내 목적지로도 출발 및 도착한다. 주요 국제 연결은 파리이다.
역의 승객 이동의 대부분은 아침에 많은 학생들이 있는 이웃 도시에서 도착한다. 그러나 주요 구성 요소는 밀라노와 토리노로 가는 통근 교통량이다. 이 교통량은 통근 열차가 12량의 객차로 구성되어 있음에도 범람하는 통근 열차로 이어진다. 여러 번 반복되는 지연과 불편한 여행 조건으로 인해 수많은 시위가 발생했으며, 국가 차원에서 반향을 일으켰다.
또한 중요한 화물 운송은 CIM 및 북유럽으로 향하는 관련 회전 고속도로의 존재를 특징으로 한다. 화물열차의 통과도 무시할 수 없다.

## 운행
역에는 다음 서비스가 제공된다.
- 고속 서비스
  - 테제베 (TGV) 파리 - 샹베리 - 토리노 - 밀라노
  - 프레치아비앙카 (Frecciabianca) 토리노 - 밀라노 - 브레시아 - 베로나 - 비첸차 - 파도바 - 베니스 - 트리에스테
- 야간열차
  - 인터시티 노테(Intercity Notte) 토리노 - 밀라노 - 파르마 - 로마 - 나폴리 - 살레르노
  - 인터시티 노테: 토리노 - 밀라노 - 파르마 - 레지오 에밀리아 - 피렌체 - 로마 - 살레르노 - 라메치아 테르메 - 레지오 칼라브리아
- 역사 열차 밀라노 - 노바라 - 바랄 로 세시아
- 특급 서비스(Regionale Veloce) 토리노 - 시바소 - 베르첼리 - 노바라 - 밀라노
- 지역 서비스
  - 트레노 레조날레: 키바소 – 베르첼리 - 노바라
  - 트레노 레조날레: 비엘라 산 파올로 - 노바라
  - 트레노 레조날레: 도모도솔라 - 프레모셀로-키오벤다 - 오메냐 - 보르고마네로 - 노바라
  - 트레노 레조날레:  아로나 – 올레조 - 노바라
  - 트레노 레조날레:  노바라 – 모르타라 – 발렌차 - 알레산드리아
- 밀라노 광역시 서비스( S6 ) 노바라 - 밀라노 – 트레비글리오

| 트레니탈리아                        | 트레니탈리아    | 트레니탈리아                                            |
| ----------------------------------- | --------------- | ------------------------------------------------------- |
| 베르첼리 토리노 포르타 누오바 방면  | 프레차비앙카    | 밀라노 첸트랄레 트리에스테 첸트랄레 방면                |
| 베르첼리 토리노 포르타 누오바 방면  | 인터시티 노테   | 밀라노 포르타 가리발디 살레르노 방면                    |
| 베르첼리 토리노 포르타 누오바 방면  | 인터시티 노테   | 밀라노 포르타 가리발디 레조 디 칼라브리아 첸트랄레 방면 |
| 베르첼리 토리노 포르타 누오바 방면  | 트레노 레조날레 | 마젠타 밀라노 첸트랄레 방면                             |
| 보르고 베르첼리 키바소 방면         | 트레노 레조날레 | 시·종착역                                               |
| 니비아 비엘라 산 파올로 방면        | 트레노 레조날레 | 시·종착역                                               |
| 칼티냐가 도모도솔라 방면            | 트레노 레조날레 | 시·종착역                                               |
| 비날레 아로나 방면                  | 트레노 레조날레 | 시·종착역                                               |
| 시·종착역                           | 트레노 레조날레 | 가르바냐 알레산드리아 방면                              |
| 트레노르드                          |                 |                                                         |
| 시·종착역                           | R25             | 가르바냐 모르타라 방면                                  |
| 밀라노 교외 철도                    |                 |                                                         |
| 시·종착역                           | S6              | 트레카테 트레빌리오 방면                                |
| SNCF                                |                 |                                                         |
| 토리노 포르타 수사 파리 리옹역 방면 | 테제베 이누이   | 밀라노 포르타 가리발디 방면                             |

## 같이 보기
- 이탈리아의 철도